# Sophie Flamand
Pour les articles homonymes, voir Flamand.
Sophie Flamand, née le 6 novembre 1964, est une écrivaine, journaliste, scénariste de bande dessinée belge francophone.

## Biographie
Sophie Flamand naît le 6 novembre 1964.
Son amour immodéré des langues française, latine et romanes la conduise vers la faculté de Philosophie et Lettres.
Elle est responsable du secteur Lettre à Wolu-culture et employée de l'ASBL Pied de la Lettre à Woluwe-Saint-Lambert jusqu'en 2009.
Comme chroniqueuse de bande dessinée, on retrouve sa signature dans les magazines Bodoï,, Casemate et sur le site ActuaBD. Elle mène la même activité en radio. Elle est connue pour ses chroniques caustiques.

### Autrice de littérature jeunesse
Après avoir été commissaire d'exposition à l'occasion du cinquantième anniversaire de la série Martine de Marcel Marlier et Gilbert Delahaye consacrée à son univers merveilleux à Woluwe-Saint-Lambert en 2003, elle contribue aux volumes L'Album de l'année : bricoler, lire, découvrir, cuisiner, jouer en 2007 ainsi qu'à Mon livre jeux Martine (2008) et Martine visite Bruxelles en 2011, publiés aux éditions Casterman. Ce dernier ouvrage à l'allure d'un guide touristique de par sa taille et son contenu vu travers des yeux d'enfant dévoile les incontournables de la capitale européenne.

### Romancière et novelliste
En 2013, elle sort Fusion, ouvrage préfacé par Jean Van Hamme aux éditions bruxelloises Lamiroy. Puis, elle écrit son deuxième roman pour adultes : Sophonisbe disponible sur Kindle en 2019. Elle écrit encore Mission et omissions (2019) et La Journée d'une femme (2024) pour la collection « Opuscule » aux éditions Lamiroy.

### Scénariste de bande dessinée
Elle coscénarise avec son époux Bernard Swysen le diptyque Les Mantes religieuses pour le dessinateur Christian Paty publié aux Éditions Soleil,. Le premier volet L’Évasion de l’araignée sort en 2022. 
Traité de manière parodique et déjantée, il se déroule, au cœur de l'année 1468 qui vit le roi Louis XI — surnommé « universelle aragne » par ses adversaires politiques pour ses capacités diplomatiques et son aptitude à tisser sa toile — contraint de signer le traité de Péronne. Il met en scènes des personnages baroques et iconoclastes dont l'un est rescapé du bûcher après avoir été reconnu coupable de quelques larcins et l'autre capable de fulgurances frôlant le génie, a été enlevée dans son somptueux château. Le duo forme une équipe de choc à même de déjouer les plans machiavéliques de Charles le Téméraire. Le second tome intitulé La Stratégie de l’araignée sort en 2023. Pour le chroniqueur Zéfurin du magazine Zoo le Mag : « Avec ce tome, les trois auteurs des Mantes Religieuses transforment donc un essai réussi. La Stratégie de l’araignée est un agréable divertissement (dans le bon sens du terme) et rappelle la belle alternative au théâtre que le neuvième art peut devenir lorsque les sens du verbe et de la mise en scène sont au rendez-vous. »
Elle se passionne pour la promotion de la langue française sous toutes ses formes.

### Vie privée
Elle demeure à Autre-Église en 2019. Elle est l'épouse de Bernard Swysen. Le couple a trois filles : Capucine, Cléo et Fanny,.

## Œuvre

### Littérature jeunesse
- Martine : l'album de l'année, Marcel Marlier, Gilbert Delahaye, Bruxelles, Casterman, 2007  (ISBN 978-2-203-00943-1).
- Mon livre jeux Martine, Marcel Marlier, Gilbert Delahaye, Bruxelles, Casterman, 2008  (ISBN 978-2-203-01615-6).
- Martine visite Bruxelles, Marcel Marlier, Gilbert Delahaye, Bruxelles, Casterman, 2011  (ISBN 978-2-203-01425-1),Réédition en 2013  (ISBN 978-2-203-06882-7).
- La Vérité sur les câlins (ill. Renaud Dillies), Woluwe-Saint-Lambert, Éditions Lamiroy, 14 février 2017, 50 p. (ISBN 978-2-87595-071-0)

### Littérature
- Fusion (préf. Jean Van Hamme, ill. Bernard Swysen), Bruxelles, Éditions Lamiroy, 2013, 77 p. (ISBN 978-2-87595-001-7)
- Mission et omissions, Woluwe-Saint-Lambert, Éditions Lamiroy, coll. « Opuscule » (no 115), 8 novembre 2019, 34 p. (ISBN 978-2-87595-247-9)
- Fusion (préf. Jean Van Hamme, ill. Bernard Swysen), Bruxelles, Éditions Lamiroy, 2020, 120 p. (ISBN 978-2-87595-266-0)
- La Journée d'une femme, Bruxelles, Éditions Lamiroy, coll. « Opuscule » (no 208), 8 mars 2024, 32 p. (ISBN 978-2-87595-906-5)
- Le Syndrome de la Gorgone. Roman. Éditions Lamiroy, février 2020.
- La Journée d'une femme. Nouvelle publiée aux éditions Lamiroy dans la collection « Opuscule » no 208, 8 mars 2024  (ISBN 978-2-87595-906-5).

### Autres ouvrages
- Nicole Spandre-Provost (préf. Sophie Flamand), Effets secondaires, Herent, Peeters, 2018, 64 p. (ISBN 978-90-825-2991-3).

### Albums de bande dessinée

#### Les Mantes religieuses
- 1. L’Évasion de l’araignée[21],[22], Éditions Soleil, Toulon, 12 janvier 2022
Scénario : Bernard Swysen et Sophie Flamand - Dessin et couleurs : Christian Paty -  (ISBN 978-2-302-09317-1)
- 2. La Stratégie de l’araignée[23],[24],[25],[26], Éditions Soleil, Toulon, 12 janvier 2023
Scénario : Bernard Swysen et Sophie Flamand - Dessin et couleurs : Christian Paty -  (ISBN 978-2-302-09673-8)

### Écrits
- Sophie Flamand, « Gauche belge: vivre ensemble, mais sans les Juifs ? : Quand le vote musulman passe avant le reste », Causeur,‎ 4 mai 2018 (lire en ligne , consulté le 5 décembre 2024).
- Sophie Flamand, « Point rouge en bonus : Histoire belge », Causeur,‎ 15 décembre 2023 (lire en ligne , consulté le 5 décembre 2024).
- Sophie Flamand, « Les aventures de Dany : Une BD victime de la cancel culture », Causeur,‎ 8 novembre 2024 (lire en ligne , consulté le 5 décembre 2024).

### Livres
: document utilisé comme source pour la rédaction de cet article.
- Philippe Mellot, Michel Denni, Laurent Turpin et Isabelle Morzadec, Trésors de la bande dessinée : BDM 2025-2026 - Catalogue encyclopédique et Argus, Paris, Les Arènes, novembre 2024, 1839 p., ill. ; 23 cm (ISBN 979-10-37512-61-1, OCLC 1478218824, présentation en ligne), p. 887. .

#### Articles
- Sophie Flamand (interviewée par Le Korrigan), « Entretien avec Sophie Flamand », Les Sentiers de l'Imaginaire,‎ janvier 2022 (lire en ligne, consulté le 5 décembre 2024).

### Vidéographie
- [vidéo] « Sophie Flamand : Fusion », sur YouTube, Sophie Flamand invitée de l'émission Cinquante degrés nord de Eric Russon sur Arte Belgique, le 18 janvier 2014.